# La Morte
La Morte är en kommun i departementet Isère i regionen Auvergne-Rhône-Alpes i sydöstra Frankrike. Kommunen ligger i kantonen Valbonnais som tillhör arrondissementet Grenoble. År 2022 hade La Morte 139 invånare.

## Befolkningsutveckling
Antalet invånare i kommunen La Morte
Referens:INSEE